# 横田睦
横田 睦（よこた むつみ、1965年（昭和40年） - ）は東京都出身の墓地や納骨堂、火葬場などの葬務事業関連施設に関する研究者（博士（工学））。 公益社団法人全日本墓園協会専務理事・主管研究員、 特定非営利活動法人 日本環境斎苑協会 常任理事。通称「お墓博士」。

## 略歴
1965年、東京都生まれ。大学建築学科時代より墓地の研究を進め、地方公共団体の墓地管理委員会等に参画。1995年に『墳墓取得希望世帯の特性を考慮した墓地計画に関する研究』で東京工業大学より博士（工学）を授与される。近年では墓地、納骨堂のみならず、火葬場、斎場など、広く葬務事業にかかわる施設などの研究も行っている。

## 役員
- 公益社団法人 全日本墓園協会 ― 専務理事・主管研究員[1]
- 特定非営利活動法人 日本環境斎苑協会 ― 常任理事[2]

### 表彰歴
- 1989年－「［Student of The year」（東京都後援）研究開発部門大賞。「アニミズムへの建築学的アプローチ」にて
- 1990年－「財団法人竹中育英会建築研究助成」受給
- 1994年－「社団法人全日本冠婚葬祭互助協会創立20周年記念・儀礼文化助成」受給
- 2012年－「生活と環境全国大会」（主催 : 日本環境衛生センター）にて、「生活環境改善功労者」表彰

## 研究手法
墓地等をはじめとする葬務に関連する施設の研究では、横田の研究以前においては、主に民俗学、社会学的なフィールドからの考察が一般的であった。しかし、横田は墓地等を（公共）事業として捉え、その計画に寄与することを目的とし、あるいは計画の妥当性の検証といった点にも視座を置いている。
また、「葬儀場と火葬場などと、墓地、納骨堂などは『葬儀（葬務事業）』という一連の儀礼行為が行われる施設である」という、有機的繋がりを見出し、相互の関係性に着目した包括的アプローチを試みている。

### 共同研究
厚生労働省所管
- 「地域における墓地埋葬行政をめぐる課題と地域と調和した対応に関する研究」 ― 2014年度[5]
- 「墓地行政をめぐる社会環境の変化等への対応の在り方に関する研究」 ― 2015年度[6]
- 「各地方公共団体における墓地経営に関する情報共有のあり方に関する研究」 ― 2016年度[7]
- 「墓地埋葬に関する法律に関する諸問題の研究（散骨に関するガイドラインの策定）」―2020年度[8]
- 「新型コロナウイルスに感染した御遺体の取り扱いを含む、墓地埋葬に関する法律に関する諸問題の検証研究（遺体安置施設に関する全国調査・分析）」―2022年度[9]

## 主な著作物
- 『お骨のゆくえ - 火葬大国ニッポンの技術』（平凡社新書 ‐ 2000年）ISBN:978-4582850512[10]
- 『お墓博士のお墓と葬儀のお金の話』（光文社新書 ‐ 2003年）ISBN:978-4334031909[11]
- 『問題解決! 実例に学ぶ墓園の計画・運営等の法律実務』（ぎょうせい ‐ 2007年）ISBN:978-4324083024[12]
- 『 Q&A 墓地・火葬場の管理と運営 - 実務事例に学ぶ - 』（三協法規出版 ‐ 2012年）ISBN:978-4882602354[13]
- 『［葬儀］［火葬場(炉)］［墳墓］市場規模・需要量マーケティングデータ集』（綜合ユニコム ‐ 2019年）[14]

### 博士論文
- 『墳墓取得希望世帯の特性を考慮した墓地の供給に関する研究』（博士（工学）－東京工業大学）NDLデジタル

### 編著
- 『墓地埋葬実務便覧 改版（加除式）』（編纂代表者として。［生活衛生法規研究会・全日本墓園協会共編　ぎょうせい］ ‐ 2016年～現在）[15]
- 『 Q&A 墓園・斎場 管理・運営の実務（加除式）』（編纂者・代表執筆者として。［墓園・斎場実務研究会編　新日本法規出版］ ‐ 2004年～現在）ISBN:978-4788206519[16]

### 共著
- 『日本人のお墓 - お墓ディレクター検定用テキスト』（お墓ディレクター委員会監修 ‐ 日本石材産業協会 ‐2004年）
- 『樹木葬墓地の開発計画実務資料集』（阿部勉との共著　綜合ユニコム ‐ 2020年）

### 論文
- CiNii>横田睦

### 連載
- 「隣は何を」［祭典新聞 ］‐ 1989～2001年
- 「寺院墓地の管理運営のために」［寺門興隆（現「月刊住職」)］興山舎 ‐ 2001～2003年
- 「お弔い業界譚」［月刊石材］・石文社 ‐ 2001～2009年
- 「お墓の知識」［用地ジャーナル］・公共用地補償機構 ‐ 2005～2016年
- 「相談コーナー」中外日報 ‐ 2014～2019年
- 「助手と博士の『お墓』問答」［Site-P］日本補償コンサルタント協会機関誌 ‐ 2018～2020年
- 「横田睦の『ぼちぼちサロン』」石文社[石文化研究所］ ‐ 2024年～

## 各委員会への参画等
委 員 会 実 績  等
国・地方公共団体等主催
1990年代
- 「大阪府堺市墓地問題調査会」（1991年）
- 「川崎市営霊園に関する調査検討委員会」（1991年）
- 「大宮市営霊園納骨堂基本設計検討委員会」（1998年）
- 「千葉市新形態墓地検討会」（1999年）

2000年代
- 「相摸原市営‐峰山霊園、柴胡が原霊園　指定管理者選考委貢会・第三者委員会」（2005年 - 2015年）
- 「横浜市グリーンメモリアル指定管理者選考会・第三者委員会」（2005年 ‐ 2015年）
- 「浦安市墓地公園運営審議会」（2006年）
- 「都市開発における墓地の移転・整備に関する勉強会」（国土交通省 ‐ 2007年）
- 「東京都墓地行政検討委員会」（2008年）
- 「横浜市墓地問題研究会」（2009年 ‐ 2010年）

2010年代
- 「相模原市市営墓地に関するあり方検討会」（副委員長・2011年 - 2013年）
- 「横須賀市公園墓地指定管理者選考委員会」（2013年 - 2014年）
- 「川崎市環境審議会・緑と公園部会」（2013 ‐ 2014年)
- 「さいたま市墓地行政のあり方研究会」（2014年 - 2015年）
- 「宇治市天ケ瀬墓地公園のあり方検討委員会」（2016年 - 2017年）
- 「(湘南)二宮町-墓地等の経営許可権限移譲可能性検討会委員」（2016年 - 2018年）
- 「船橋市墓地等基本方針検討委員会」（副委員長・2017年 - 2018年）

2020年代
- 「姫路市墓地、埋葬等に関する条例等検討懇話会」（2021年 - 2022年）
- 「国土交通省関東地方整備局 令和3年度所有者不明土地法等に関する連続実務セミナー」（2021 - 2022年）
- 「神戸市立墓園のあり方を検討する有機者会議」（2022 - 2023年）

公益法人・業界団体等主催
2000年代
- 「『葬祭・火葬船』構想調査委員会」（日本財団 ‐ 2008年）
- 「これからの公営墓地とお墓のあり方に関する調査・研究」（副委員長・答申起草責任者　日本石材産業協会 ‐ 2008年）

2010年代
- 「お墓のあり方に関する意識調査・研究」（日本石材産業協会 ‐ 2011年）
- 「墓地の多様化について - 樹木葬(墓地)・合葬墓・ペット葬等などの現状と問題点｣（埼玉県川越市仏教会 ‐ 2011年）
- 「墓地･墓石に関する消費者意識調査」経産省社会調査補助金事業（日本石材産業協会 ‐ 2019年）

2020年代
- 「墓地管理に関する学習会」（真宗三条教区教化委員会企画委員会 ‐ 2020年）
- 「合葬式墓地に関する研修」（名古屋市みどりが丘公園事務所 ‐ 2023年）